# 九九式步槍
九九式有坂步槍，又稱九九式短步槍（きゅうきゅうしきたんしょうじゅう），是日本帝國陸軍在第二次世界大戰中廣泛使用的有坂手動槍機步槍。

## 歷史
自大正8年始，日本帝國陸軍決定採用7.7公厘子彈為作為新的制式步槍，相關的技術討論與人體工學需求都圍繞著這個目標研析。在1931年九一八事件與隔年的一·二八事變，日軍在和國民革命軍交戰時的經驗除了再度確定大口徑步槍子彈足以擊穿薄鋼板的裝甲車外，日軍相信類似經驗可適用於對抗蘇聯的摩托化步兵師；另一個重要的教訓則是輕機槍作為步兵班火力攻擊核心的戰術已經成熟，機槍不該由上級主管調撥（當時日本的大正十一年式輕機槍是步兵連下設機槍排，視戰況由連長以機槍班作為支援單位配發運用），反而應該配發到班級單位作為制式作戰武器。考慮到未來的新型步兵班中會同時裝備機槍與步槍，統一子彈口徑成為新型步槍另一項需要整合的項目。日軍在昭和13年（1938年）決定了統一步槍和機槍彈藥後開始開發7.7×58毫米有阪子彈，然後才開始研製新步槍。
新式步槍的設計以三八式步槍為基礎，仍強調長距離精準射擊，因此裝設了1,700公尺的鐵製表尺。但為了方便士兵攜帶而依循西方的步槍設計主流縮短了槍管，減輕步槍重量。發射7.7毫米子彈使其威力增加，但同時也增加了後座力，加上短槍管會讓步槍在長距離精準射擊的命中率下降，陸軍為此增加了單腳架，並導入了毛瑟Kar98k步槍在槍機中有吸收後座力的設計，以增加步兵射擊的穩定性。此外為了提升步兵火力，日軍亦為該款新型步槍導入了槍榴彈發射功能，並配備制式槍榴彈發射套件。
新型步槍的原型在昭和13年10月完成，昭和14年7月15日完成暫定制式設計，並上呈參謀本部審查，昭和15年（1940年）正式決定採用，定名則採上呈審查時間為準，為“九九式步槍”。
九九式步槍主要在9間兵工廠進行生產；其中7間位於日本，其他2間分別位於中國瀋陽與韓國仁川。
日本帝國陸軍原本預定要在中日戰爭結束前完全以九九式取代三八式。不過因應太平洋戰爭爆發，軍方急需大量槍械應戰，故無法完全淘汰三八式，因此日本帝國陸軍在戰爭中同時裝備了這兩種步槍。隨著戰爭演進，兵工廠為了提升生產進度，採用了越來越多節省成本的製槍方式。當中戰爭晚期的步槍往往因為製作粗糙而被稱作「最後一搏」或「替代標準」步槍。一般而言，這些步槍與德國在1945年製造的毛瑟Kar98k一樣粗糙。
九九式有4種衍生型：標準的九九式短步槍、九九式長步槍（限量生產的衍生型）、二式傘兵步槍，以及九九式狙擊步槍。標準步槍也附了一個框架型單腳架與一個防空用瞄準器。九九式是最早在槍管內側鍍鉻（以方便士兵保養）的量產步槍。可是這些功能到了戰爭中期已被全部取消。

### 其他用戶
國共內戰期間交戰雙方都有使用繳獲自日軍的九九式步槍，當中國民革命軍由於以7.92×57毫米毛瑟彈作為主要步槍子彈，故把九九式改膛至發射毛瑟子彈（7.92毫米口徑）並在機匣上刻上改七九的字樣，而中國共產黨軍則直接使用自第二次中日戰爭繳獲，或由蘇聯移交作軍援的九九式。
日本自衛隊前身警察預備隊於1950年代因M1卡賓槍等美式武器產量不足，於是請求美軍將原本收繳自投降日軍的九九式步槍交給他們作為臨時武器以應付治安問題，而美軍亦能夠藉此保留大量M1卡賓槍以便參與韓戰。
韓戰爆發時，大約有133,000把九九式短步槍被大韓民國國軍重新切割膛室，以使用當時的制式.30-06春田步槍彈。這些步槍被加上了加長的彈匣井，槍械主體的頂端也切了一個小溝，以容納大了1／3吋的.30-06子彈。由於子彈、膛線旋轉率，以及其他特色上的差異，這些槍械的準度下降，但仍可使用。在美國民間的部份使用者也把他們的九九式步槍改膛至.30-06與7.62×51毫米NATO口徑，並經常搭配使其「體育用具化」的改造。
在越戰時，越南南方民族解放陣線等非正規武裝也使用九九式。

## 設計

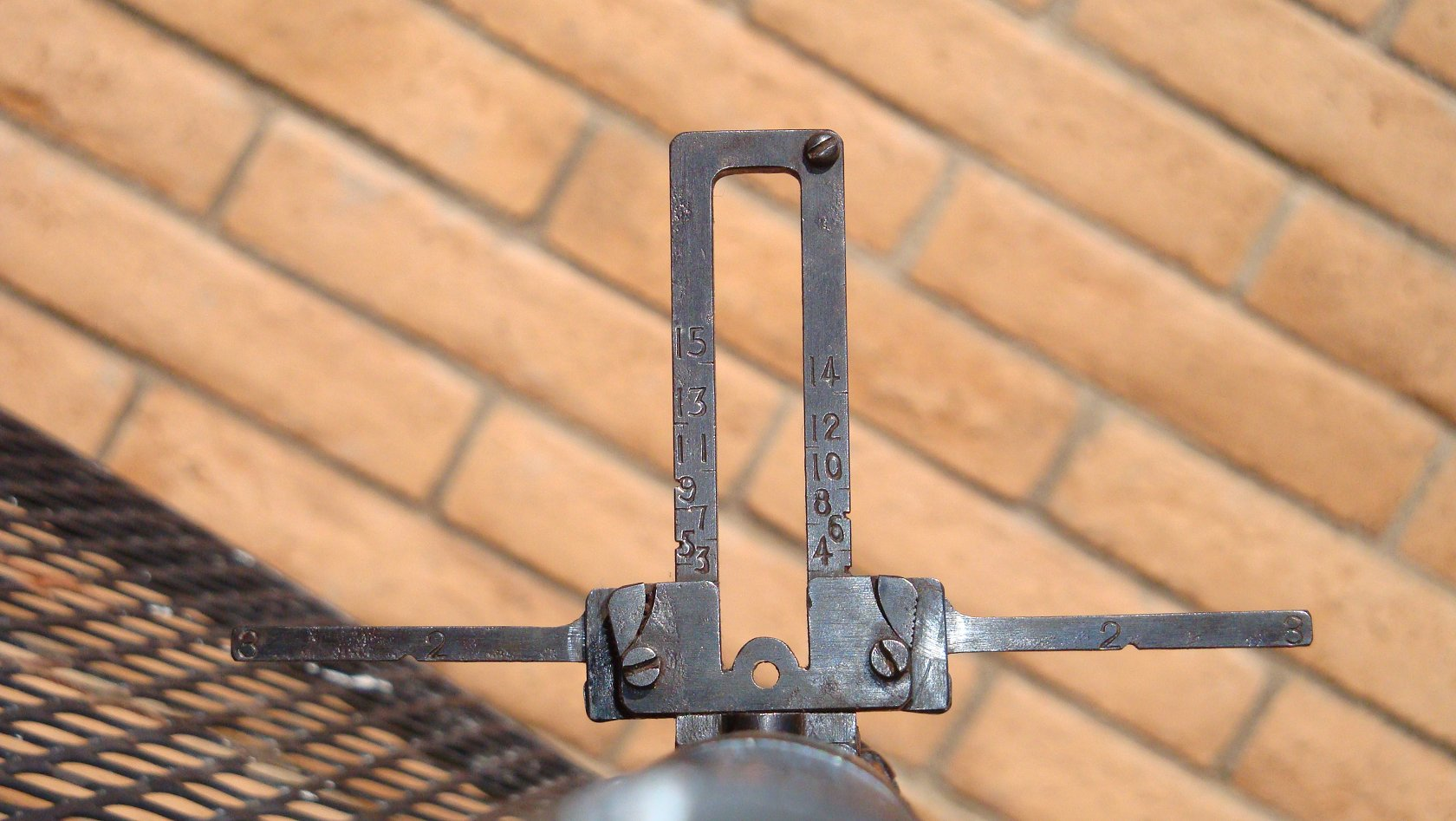
九九式翻開的防空用後準星。側邊的夾子用來判定目標飛機的飛行速度。

有坂步槍是以基本的德國毛瑟設計為基礎，不過添加了一些區域性改變。該槍使用「關閉時拉開擊針」的槍機；與使用標準「開啟時拉開擊針」槍機設計的德國毛瑟步槍相比，射擊率有所提昇。它擁有快速釋放槍機與防空瞄準器，以及旋轉槍機蓋與單腳架。其槍機蓋尤其發生許多問題，許多軍人甚至因其過度搖晃發出聲響而直接丟棄。作為栓動式槍機步槍的九九式是一種非常堅固的武器，不過被盟軍在戰場上運用的半自動步槍完全比了下去。
九九式以身為史上最堅固的栓動式槍機步槍之一而聞名。不過要注意的是，許多戰爭後期生產的“万岁冲锋”步槍品質較低，也沒經過正確的熱處理；據指這些步槍在射擊時會造成危險（雖然許多擁有這些步槍的人並沒報告發生過危險）。「万岁冲锋」步槍往往可從其粗糙的程度識別出來，它們尤其具備以下特徵：槍托品質不良、使用木製槍托板、金屬部件的工具痕非常明顯、使用缺口式準星而非原本的防空瞄具，以及配備有未完成的槍機拉柄與握把。有部份步槍可能只是設計用來發射空包彈的訓練用槍。
九九式所使用之三十年式刺刀有著又長又細，以及為了增加堅韌度而刻有溝紋的刀鋒。早期的版本有著帶鉤的十字護手。這些刺刀透過在槍管下的一個支架上安裝，並以一個套在槍口上的套圈穩固。在取下來後，其手感類似開山刀。

## 廣泛性

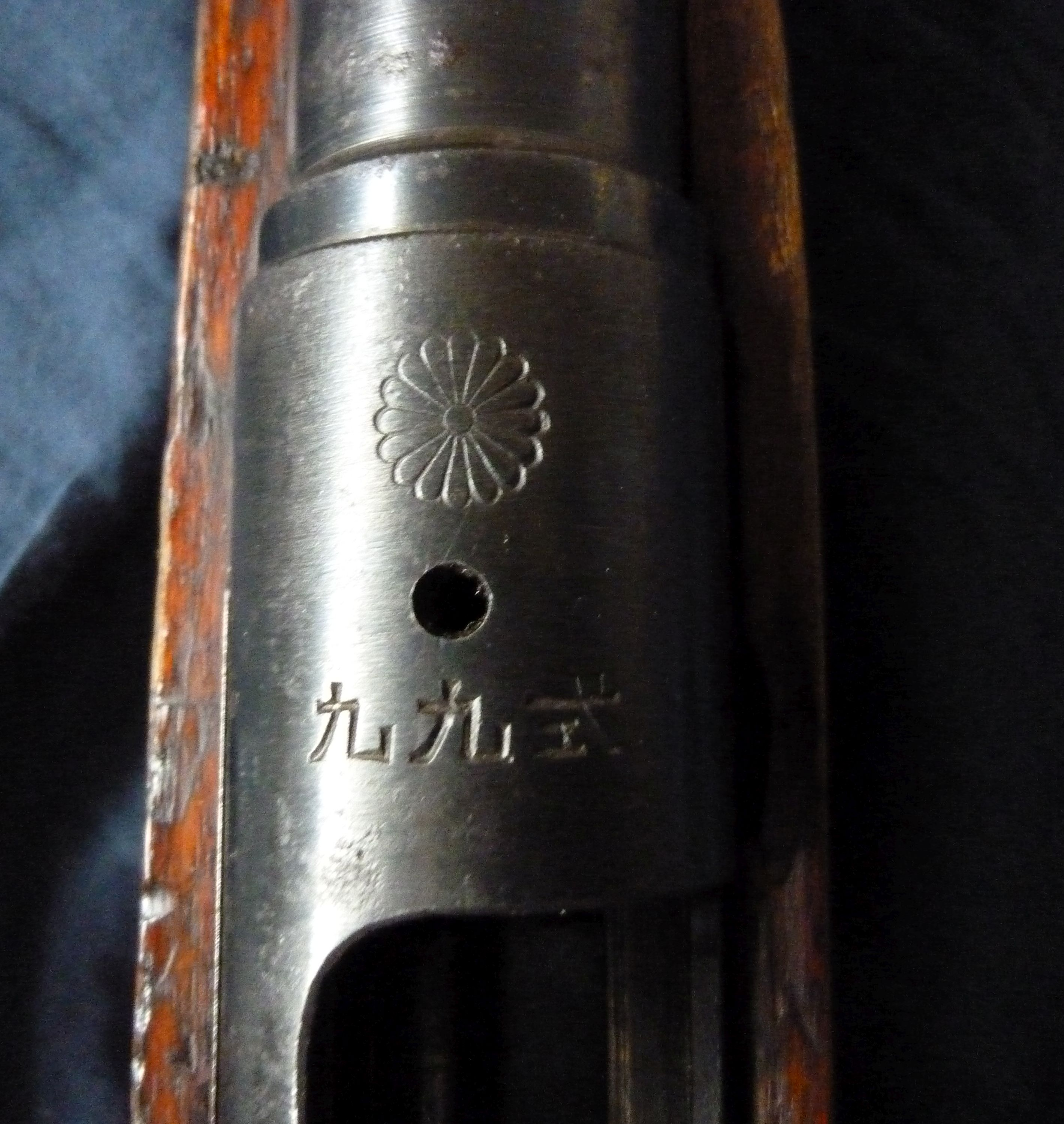
機匣上的日本皇室家徵

有坂步槍並沒有大量輸入美國，目前約有幾千把在民間出售和使用，當中大部份是由自太平洋戰場返國的美軍士兵作為戰利品帶回國。原本刻在這些步槍機匣上的日本皇室菊花家徵往往被投降的日軍破壞，以保存天皇的顏面。而有著完好菊花圖紋的步槍則可在收藏市場上賣到好價錢，有時幾乎是同型被“毀觀”步槍的兩倍。在美國市場上也常常可發現「體育用具化」的有坂步槍，不過這些步槍已經失去了收藏價值。

## 使用國家
- 中華民國：第二次中日戰爭期間自日軍繳獲。
  - 國民革命軍
  - 八路軍
  - 中華民國國軍（使用至1950年代退役）
- 中华人民共和国：八月風暴行動後自中國東北投降的日本關東軍收繳。
  - 中國人民解放軍（使用至1953年韓戰結束後退役）
  - 中國民兵
- 大日本帝国
  - 日本軍（使用至1945年投降被解取武裝）
- 日本：冷戰初期獲美國歸還部分步槍。
  - 陸上自衛隊（成立初年使用，後來被美國軍援的M1加蘭德步槍所取代）
- 朝鮮民主主義人民共和國：自投降日軍收繳。
  - 朝鮮人民軍（使用至1953年韓戰結束後退役）
  - 工農赤衛隊
- 大韓民國：自投降日軍收繳。
  - 大韓民國國軍（使用至1953年韓戰結束後退役）
- 滿洲國：二戰期間由日本供應。
  - 滿洲國軍
- 泰國：自日本進口。
  - 暹羅軍隊
- 越南民主共和国：自投降日軍收繳。
  - 越南人民軍（法越戰爭及越南戰爭期間有限使用）

## 流行文化

### 電子遊戲
- 2008年—《決勝時刻：戰爭世界》：戰役模式中為日本皇軍所使用，聯機模式可由所有陣營使用。
- 2018年—《戰地風雲5》
- 2021年—《蔚藍檔案》：狐坂若藻的固有武器「真紅的災厄」原型。
- 2022年—《應徵入伍》：日軍科技樹解鎖武器。

## 引述資料
- Hatcher, Julian S, General.  Hatcher's Notebook. by General Julian S. Hatcher;（1966）Stackpole Company, Harrisburg, PA.

1. ↑  .   [2007-10-16]. （原始内容存档于2007-11-21）.
2. ↑  Hatcher, P. 206, 210